# Schlacht von Largs

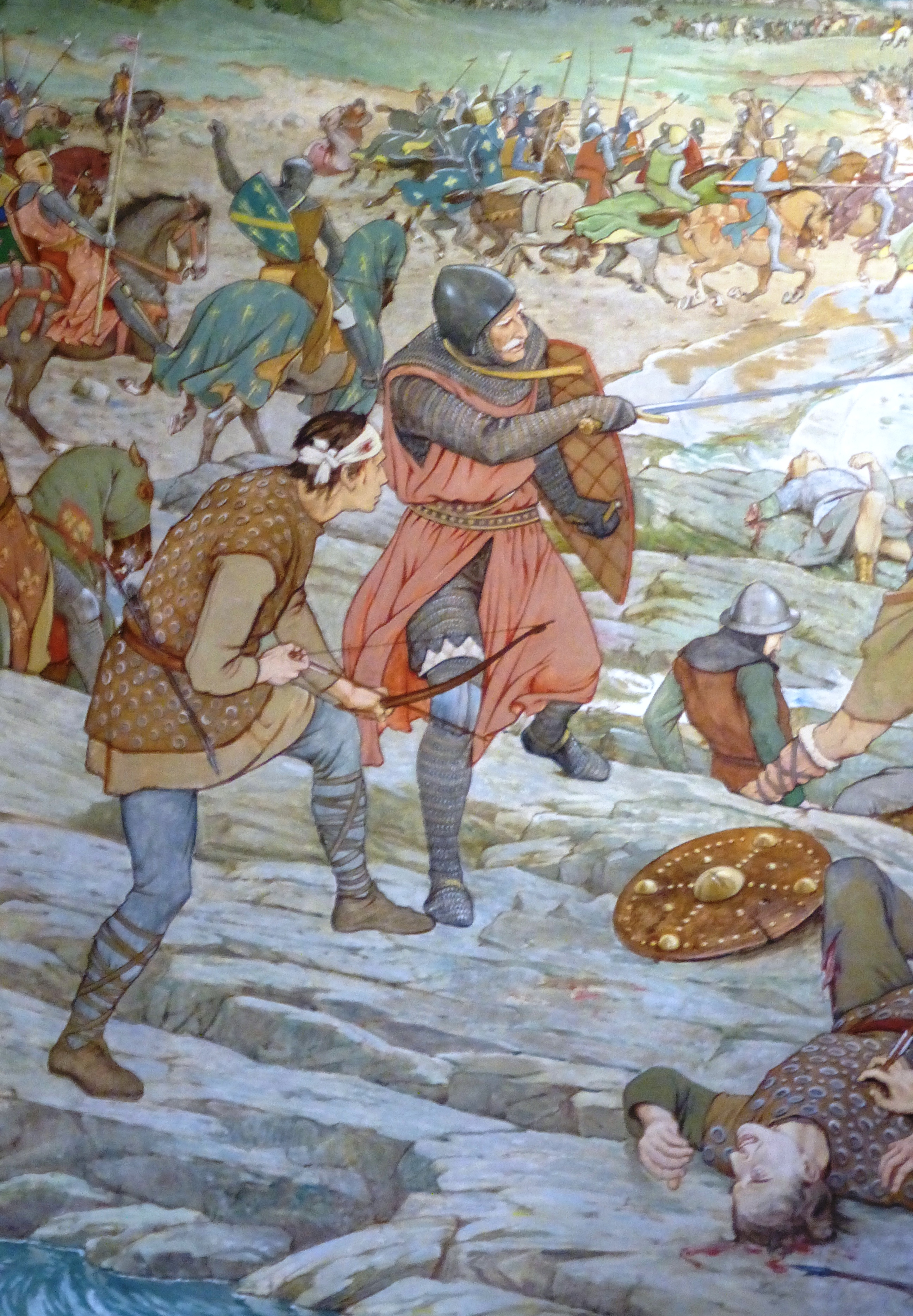
Die Schlacht von Largs. Historisierende Darstellung von 1899

Die Schlacht von Largs war eine Schlacht während des Norwegisch-Schottischen Kriegs von 1263 bis 1266. Sie fand am 2. Oktober 1263 bei Largs in Schottland statt und endete ohne eindeutigen Sieger.

## Vorgeschichte
Nach schottischen Angriffen auf die unter norwegischer Oberhoheit stehenden westschottischen Inseln führte der norwegische König Håkon Håkonsson im Sommer 1263 eine große Flotte nach Schottland. Vor Nordschottland vereinigte er seine Flotte mit den Aufgeboten seiner schottischen Vasallen, die ihm loyal geblieben waren. Die vereinigte Flotte stieß entlang der westschottischen Küste bis zum Firth of Clyde vor, den sie im September erreichte. Der schottische König Alexander III. bot dem norwegischen König Verhandlungen an. Diese verliefen jedoch ergebnislos, und womöglich spielten die Schotten angesichts der nahenden Herbsttürme auf Zeit. Daraufhin machte ein Teil der norwegischen Flotte einen Vorstoß in das Loch Long, während der Hauptteil vor den Cumbraes im Firth of Clyde vor Anker ging. 

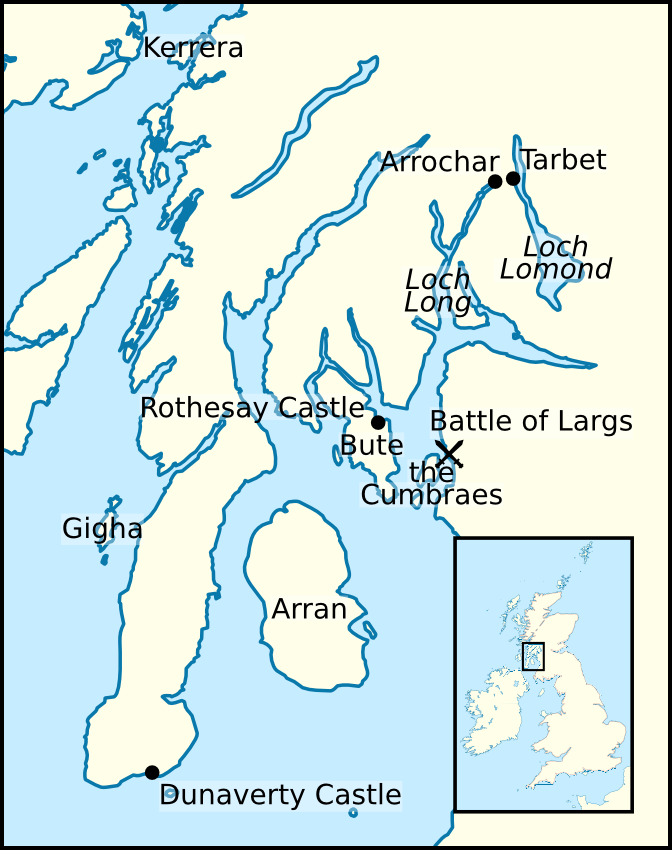
Der Firth of Clyde mit den Schauplätzen des Feldzugs von 1263

## Verlauf der Schlacht

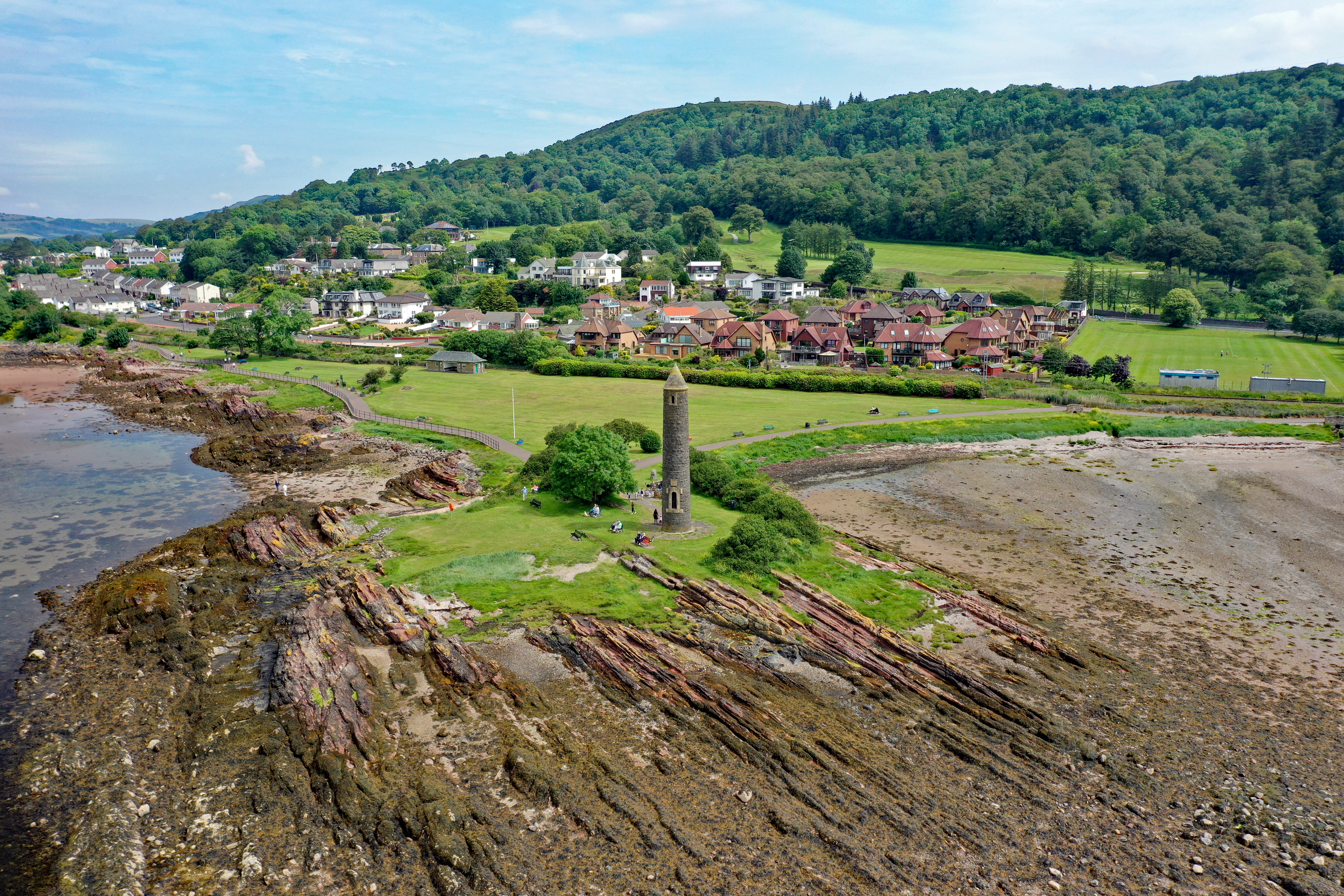
Luftbild des Schlachtfeldes mit dem Denkmal an die Schlacht im Vordergrund (2019)

Während eines vom 30. September bis zum 1. Oktober dauernden Sturms erlitten die norwegischen Langschiffe, die zwischen den Cumbraes und dem schottischen Festland lagen, schwere Schäden. Mehrere norwegische Schiffe waren durch den Sturm gezwungen, ihre Anker zu hieven und ihre Liegeplätze zu verlassen. Sie wurden teils an die Küste bei Largs getrieben. Dort entwickelte sich am 2. Oktober aus einer Reihe von Gefechten zwischen schottischen Fußsoldaten und den Besatzungen der gestrandeten norwegischen Schiffe eine Schlacht. Über deren genauen Verlauf gibt es keine gesicherten Angaben, da die zeitgenössischen schottischen und norwegischen Berichte sehr unterschiedlich sind. Nach der schottischen Chronicle of Melrose wurden die Norweger vor allem durch den Sturm besiegt. Die Norweger erhielten im Laufe des Tages Unterstützung durch die Besatzungen der übrigen norwegischen Schiffe, während die schottischen Kräfte ebenfalls Verstärkungen erhielten. Das schottische Heer bestand vor allem aus lokalen Aufgeboten aus Strathgryffe, Cunninghame und Kyle. Die schottischen Befehlshaber waren vermutlich Walter Stewart, Earl of Menteith als Sheriff von Ayr und Alexander Uvieth (auch Unieth) als Sheriff von Lanark. Den Oberbefehl über die schottischen Kräfte führte Alexander of Dundonald. Die schottischen Fußsoldaten sollen mit Bögen, Streitäxten und Steinschleudern gut bewaffnet gewesen sein. Auch wenn es keine genauen Belege gibt, nahm wahrscheinlich eine größere Anzahl von Rittern an der Schlacht teil. Die Schlacht war keine Schlacht im eigentlichen Sinne, sondern eine Reihe von ungeordneten Gefechten um den Besitz der gestrandeten Schiffe. Nach der norwegischen Håkon-Saga soll die schottische Reiterei 500 Mann stark gewesen sein. Nach mehreren Stunden Scharmützel zogen sich die Schotten vom Schlachtfeld zurück und die Norweger kehrten auf ihre Schiffe zurück. Damit blieb die Schlacht ohne Entscheidung. Über die Höhe der Verluste gibt es keine Angaben. Nach den zeitgenössischen Angaben soll mit Peter de Curry aber nur ein schottischer Ritter gefallen sein.

## Folgen
Beide Seiten beanspruchten, die Schlacht gewonnen zu haben. Die norwegische Flotte blieb noch einige Tage vor Lamlash, ehe sich König Håkon gemächlich nach Norden zurückzog. Er wählte als Winterquartier die Orkneyinseln, wo er im Dezember 1263 starb. Nachdem bereits zuvor abzusehen war, dass der norwegische Feldzug ein Misserfolg war, war er durch den Tod des Königs völlig gescheitert.

## Gedenkstätte
An die Schlacht von Largs erinnert heute ein Denkmal aus dem frühen 20. Jahrhundert. Seit den 1980er Jahren finden hier jährlich Gedenkfeiern an die Schlacht statt.